# Estación de Cabezón de la Sal
Cabezón de la Sal es una estación de ferrocarril situada en el municipio español homónimo en la comunidad autónoma de Cantabria. Forma parte de la red de vía estrecha de Adif, operada por Renfe Operadora a través su división comercial Renfe Cercanías AM. Está integrada dentro del núcleo de Cercanías Cantabria al pertenecer a la línea C-2 (antigua F-1 de FEVE), que une Santander con Cabezón de la Sal. Cuenta también con servicios regionales (línea R-2f de Oviedo a Santander).

## Situación ferroviaria
La estación se encuentra en el punto kilométrico 485,1 de la línea férrea de ancho métrico que une Oviedo con Santander, a 125 metros de altitud. El tramo es de vía única y está electrificado desde este punto en dirección a Santander.

## Historia
Fue abierta al tráfico el 2 de enero de 1895 con la puesta en servicio del tramo Santander-Cabezón de la Sal de una línea que pretendía alcanzar Llanes para desde ahí unirse con la red asturiana. Las obras corrieron a cargo de la Compañía del Ferrocarril Cantábrico. En 1972, el recinto pasó a depender de la empresa pública FEVE que mantuvo su gestión hasta el año 2013, momento en el cual la explotación fue atribuida a Renfe Operadora y las instalaciones a Adif.

## La estación
La estación cuenta con dos andenes: un andén lateral al que se accede desde el edificio de viajeros (vía 1) y un andén central al que se accede desde un refugio acristalado (vías 2 y 4). Una vez dentro del recinto de la estación, no es posible pasar de un andén a otro. También cuenta con otra vía sin andén y una vía muerta que prestaba servicio al almacén. Antiguamente la estación disponía de más vías y almacenes.

## Servicios ferroviarios

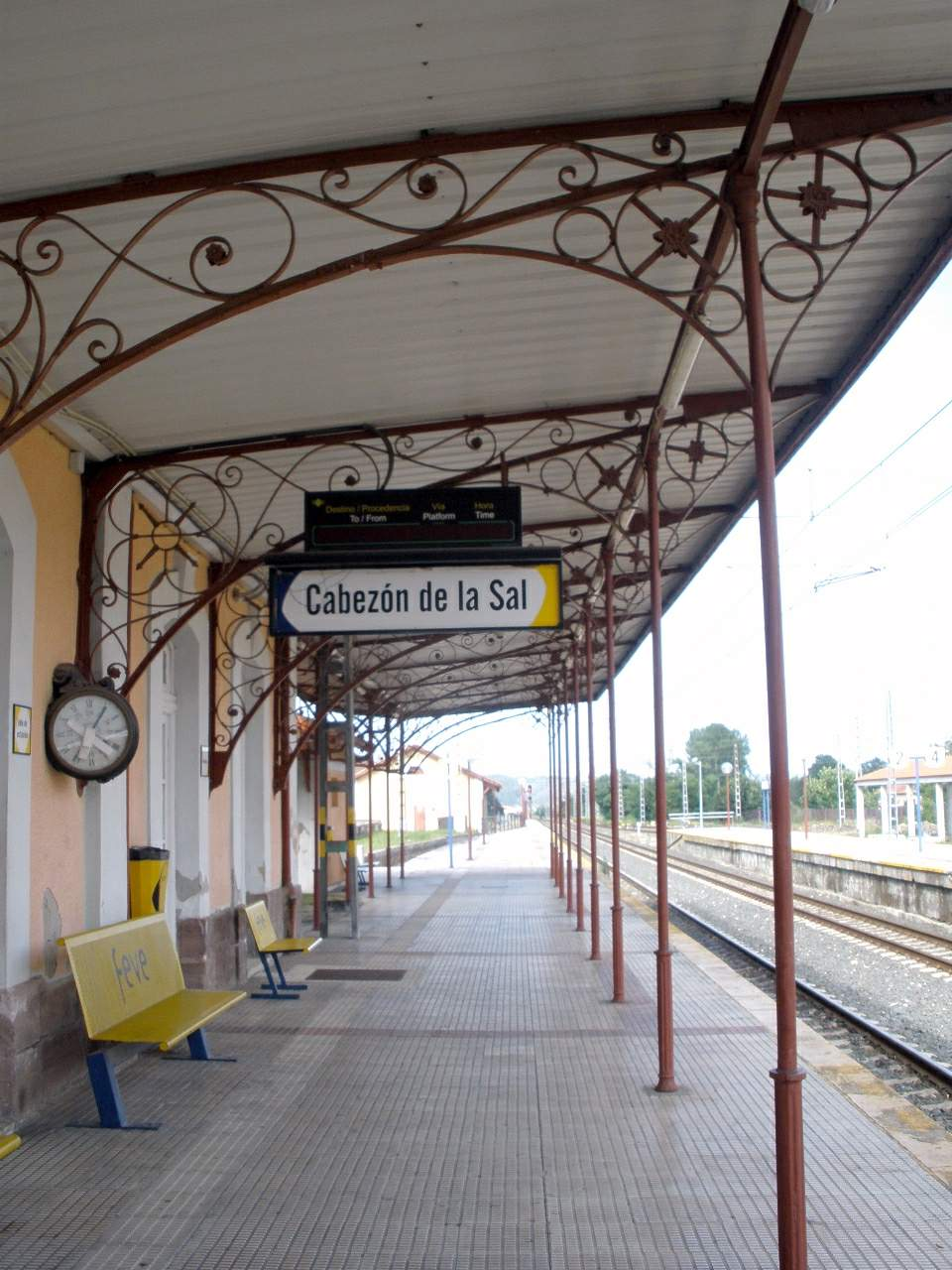
Andén 1 de la estación, con la señalización de la antigua FEVE.

### Regionales
Los trenes regionales que unen Oviedo y Santander tienen parada en la estación.
| Línea | Origen/Destino | Paradas intermedias | Destino/Origen |
| ----- | -------------- | --- | -------------- |
|       | Oviedo         | La Corredoria · Parque Principado · Colloto · Meres · Fonciello · El Berrón · La Carrera · Pola de Siero · Los Corros · Lieres · El Remedio · Llames · Nava · Fuente Santa · Ceceda · Carancos · Pintueles · Infiesto · Infiesto-Apeadero · Villamayor · Sebares · Soto de Dueñas · Ozanes · Policlínico de Arriondas · Arriondas · Fuentes · Toraño · Cuevas · Llovio · Ribadesella · Camango · Belmonte · Nueva · Villahormes · Posada · Balmori · Celorio · Poo · Llanes · San Roque del Acebal · Vidiago · Pendueles · Colombres · Unquera · Pesúes · San Vicente de la Barquera · El Barcenal · Roiz · Treceño · Cabezón de la Sal · San Pedro de Rudagüera · Puente San Miguel · Torrelavega-Centro | Santander      |

### Cercanías
Forma parte de la línea C-2 (Santander - Cabezón de la Sal) de Cercanías Cantabria, de la cual es su terminal sur. Tiene una frecuencia de trenes cercana a un tren cada treinta o sesenta minutos en función de la franja horaria. La cadencia disminuye durante los fines de semana y festivos.